# Jüdischer Friedhof (Niederleuken)
Der Jüdische Friedhof Niederleuken ist ein Friedhof in Niederleuken, einem Stadtteil von Saarburg. Er wurde bis 1936 genutzt.

## Geschichte
Erstmals urkundlich erwähnt wird der Friedhof im Jahr 1804. Hinweise auf den Friedhof finden sich allerdings bereits im 18. Jahrhundert. Mit 2.049 m² ist er der zweitgrößte jüdische Friedhof im Landkreis Trier-Saarburg. Er diente den jüdischen Einwohnern von Ayl, Beurig, Saarburg, Wawern und Wiltingen als Begräbnisstätte. Der Friedhof wurde zweimal erweitert. Einmal im Laufe des 19. Jahrhunderts und ein zweites Mal 1907. Die letzte Bestattung fand 1936 statt. Der Friedhof wurde bereits 1928 zum ersten Mal geschändet. Weitere Schändungen folgten nach 1933 und insbesondere während der Novemberpogrome 1938. 1942 wurde das Gelände von der Reichsvereinigung der Juden in Deutschland an einen Privatmann verkauft. Insgesamt sind heute noch 12 Grabsteine erhalten. Der Friedhof steht als Kulturdenkmal unter Denkmalschutz.